# IdentityV 第五人格
『IdentityV 第五人格』（アイデンティティファイブ だいごじんかく）は、Joker Stdio制作､中国のNetEase Gamesが運営する基本プレイ無料の非対称対戦ゲーム。アプリ内アイテム課金が存在する。

## 概要
本作は追う側であるハンターと逃れる側であるサバイバーをプレイヤーが選択し試合を行う4vs1の非対称型マルチプレイゲームである。各キャラクターには固有の能力があり、それらを駆使しハンターはできるだけ多くのサバイバーを脱落させることを目標に、サバイバーはハンターに捕まらないように立ち回り、マップに点在する5つの暗号機を解読し、ゲートから脱出することを目標にプレーを行う。
本作は『Dead by Daylight』のデベロッパー「Behaviour Interactive」が開発に協力しており、同社のディレクターのマシュー・コート（Mathieu Côté）とプロダクトマネージャーのアレックス・リン（Alex Lin）が本作のアドバイザーに就任した。

## 来歴
2018年10月には2人のハンターと8人のサバイバーの計10人で対戦を行う協力狩りが実装され、必要解読暗号機の数は7個など数の変化や、アイテムが購入できる電話ボックスなど様々な新要素が追加された。
2019年5月には1人のハンターと4人のサバイバーでチームを組み、他のチームと対戦し、脱出人数が多かったチームが勝利する5人ランク戦モードが実装された。
2019年7月には1周年を迎え「Identity V 1周年感謝祭〜Japan Carnival 2019〜」を、東京都内の秋葉原スクエアにて開催した。
2019年8月29日には、トランプゲーム「ブラックジャック」の要素を取り入れた、5名のプレイヤーで対戦を行うブラックジャックモードが実装された。
2020年10月15日には、「タロットモード」が実装された。

## あらすじ
元小説家の探偵オルフェウスは、ライヘンバッハ氏から巨額の金と共に悪名高いエウリュディケ荘園の調査と失踪した娘の捜索願いを一通の手紙で依頼される。指定された屋敷の一室で見つけた日記には、「謎のゲーム」への参加記録が記されており、オルフェウスは失踪した娘との関係性を疑う。そして、彼はそこに記された人格をプロファイリングし、何があったのかを突き止める。

## コラボレーション
2018年12月20日には漫画家の伊藤潤二とコラボが実装され、作品で登場するキャラクターのスキンを入手できるようになった。またこれまでに第3弾まで公開されている。
2019年8月8日にはコンピュータRPGのシリーズ作品『ペルソナシリーズ』とのコラボ第一弾が実装され、同年11月7日にはコラボ第2弾が実装された。
2019年12月19日には、映画『シザーハンズ』とコラボし、エドワード・シザーハン、キムをモデルとしたスキンやその関連商品が限定販売され、「聖心病院」がベースとなったコラボ限定マップ「エドワードの願い」が期間限定で実装された。また、同時期にホラーゲーム「キミノオモチャ」とのコラボも実装され、ペット「ちぎれグマ」がゲーム内ショップにて販売された。
2020年4月18日、アドベンチャーゲーム「ダンガンロンパ」シリーズとのコラボ第一弾が発表され、モノクマ、霧切響子、苗木誠、江ノ島盾子のスキンが実装された。同年12月には第二段コラボが実装され、罪木蜜柑、七海千秋、狛枝凪斗、日向創のスキンやペットとしてモノミが実装された。
2021年には「約束のネバーランド」シリーズや、「DEATH NOTE」シリーズ、「名探偵コナン」とのコラボが行われた。
2022年11月24日 - 12月23日間にはテクモ時代のPS2専用ホラーアクションアドベンチャー『零 紅い蝶』とのコラボが行われた。
コラボ衣装
| コラボ             | コラボ衣装実装キャラ | モデルキャラ                       |
| ------------------ | -------------------- | ---------------------------------- |
| 伊藤潤二           | 幸運児               | 双一                               |
| 伊藤潤二           | 白黒無常             | 四つ辻の美少年                     |
| 伊藤潤二           | 夢の魔女             | 川上富江/描かれた女                |
| ペルソナシリーズ   | 曲芸師               | 雨宮蓮（覚醒衣装：ジョーカー）     |
| ペルソナシリーズ   | オフェンス           | 坂本竜司（覚醒衣装：スカル）       |
| ペルソナシリーズ   | 踊り子               | 高巻杏（覚醒衣装：パンサー）       |
| ペルソナシリーズ   | 納棺師               | 喜多川祐介（覚醒衣装：フォックス） |
| ペルソナシリーズ   | 機械技師             | 佐倉双葉（覚醒衣装：ナビ）         |
| ペルソナシリーズ   | 庭師                 | 奥村春（覚醒衣装：ノワール）       |
| ペルソナシリーズ   | 空軍                 | 新島真（覚醒衣装：クイーン）       |
| ペルソナシリーズ   | 一等航海士           | 明智吾郎（覚醒衣装：クロウ）       |
| シザーハンズ       | リッパー             | エドワード                         |
| シザーハンズ       | 踊り子               | キム                               |
| ダンガンロンパ     | ガードNo.26          | モノクマ                           |
| ダンガンロンパ     | 幸運児               | 苗木誠                             |
| ダンガンロンパ     | バーメイド           | 江ノ島循子                         |
| ダンガンロンパ     | 空軍                 | 霧切響子                           |
| ダンガンロンパ     | 医師                 | 罪木蜜柑                           |
| ダンガンロンパ     | 機械技師             | 七海千秋                           |
| ダンガンロンパ     | 傭兵                 | 狛枝凪斗                           |
| ダンガンロンパ     | 探鉱者               | 日向創                             |
| 約束のネバーランド | 庭師                 | エマ                               |
| 約束のネバーランド | 納棺師               | ノーマン                           |
| 約束のネバーランド | 囚人                 | レイ                               |
| 約束のネバーランド | 血の女王             | イザベラ                           |
| 約束のネバーランド | オフェンス           | ドン                               |
| 約束のネバーランド | 心眼                 | ギルダ                             |
| 約束のネバーランド | 昆虫学者             | ムジカ                             |
| 約束のネバーランド | リッパー             | ソンジュ                           |
| 約束のネバーランド | アンデッド           | ザジ                               |
| 約束のネバーランド | 写真家               | ピーター・ラートリー               |
| DEATH NOTE         | 弁護士               | 夜神月                             |
| DEATH NOTE         | 囚人                 | L                                  |
| DEATH NOTE         | 機械技師             | 弥海砂                             |
| 名探偵コナン       | 探偵（オルフェウス） | 江戸川コナン                       |
| 名探偵コナン       | 探偵（オルフェウス） | 工藤新一                           |
| 名探偵コナン       | 弁護士               | 毛利小五郎                         |
| 名探偵コナン       | 空軍                 | 毛利蘭                             |
| 名探偵コナン       | 調香師               | 灰原哀                             |
| 名探偵コナン       | オフェンス           | 服部平次                           |
| 名探偵コナン       | 占い師               | 怪盗キッド                         |
| 名探偵コナン       | 納棺師               | 安室透                             |
| 名探偵コナン       | 傭兵                 | 赤井秀一                           |
| 名探偵コナン       | バーメイド           | ベルモット                         |
| 零 紅い蝶          | 調香師               | 天倉澪                             |
| 零 紅い蝶          | 芸者                 | 黒澤紗重                           |

## ゲームシステム

### ステージ（マップ）
| ステージ名   | 説明 | 特殊ギミック |
| ------------ | --- | --- |
| 軍需工場     | 中心部は見晴らしが良く、端に行くほど障害物が多くなっているステージ。 | 特になし |
| 赤の教会     | マップ中央部に教会が建っており、一部には壊せる壁などのギミックがあるステージ。 | 壊せる壁：サバイバーが一定時間壁を押す、もしくはハンターの直接攻撃が当たると壁を壊すことができ、ハンターに当たるとスタン状態となり、サバイバーに当たると1ダメージが入る。壊れて低くなった壁は窓枠と同様に乗り越えることができる。                                            |
| 聖心病院     | 全体的に見晴らしが良く、中央部に2階建ての建物があり、周囲に障害物があるステージ。 | 沼地：サバイバーまたはハンターが踏み入れている間、足が遅くなる。 |
| 湖景村       | 全体的に薄暗く、上記の3つのステージよりも広い。湖岸沿いに巨大な船がある。 | 特になし（実装当初は海岸に宝箱が流れてきていた） |
| 月の河公園   | マップの真ん中を流れる川を挟んで、ジェットコースター、すべり台やメリーゴーランドなど特有のギミックが点在し、遮蔽物や障害物の数が他のステージよりも多い。 | ジェットコースター：乗って発進すると次の乗り場まで移動できる。乗車中にハンターに攻撃されると恐怖の一撃となる。 すべり台：滑って移動できる。滑っている途中に攻撃されると恐怖の一撃になる。 メリーゴーランド：乗って移動できる。乗っている最中に攻撃されると恐怖の一撃になる。 |
| レオの思い出 | 事故が起こる前の軍需工場を舞台にしたステージ。全体的に薄暗く、他のステージに比べ板が多い。マルチ戦モードでは開始直後からプレーヤーは雪玉を所持しており、投げることができる。                                                                                                 | 特になし |
| 永眠町       | 永眠町（大）と違い駅のゲートやつむじ風がなく、住宅エリアのゲートを新しく開設され、商店エリア、墓地及び電車の軌道の位置が変更された。駅に近づくと電車の到着時間のカウントダウンが表示されるようになり、電車が近くで走っている間、軌道の附近にいるプレイヤーに警告通知が届く。 | 路面電車：四か所ある停留所から乗ることができ、走っている路面電車に轢かれると、サバイバーもハンター数秒間気絶する。また、乗車中に地形を無視することができるハンターの攻撃を受けた場合は恐怖の一撃となる。                                                                     |
| 中華街       | 中国の中華街を舞台にしたステージ。建物が多いステージとなっており、建物をつなぐ渡り廊下や螺旋階段、四回使ったら壊れる窓枠の三種類の新ギミックが追加されている。板が多く、赤の教会くらいの広さになっている。                                                                   | 壊れる窓枠：サバイバーとハンターが合計四回乗り越えたら壊れて窓枠ではなくなる。壊れた後は通路として通れるようになる。 |
| 罪の森       | 枯れ木や汚染された川があり雰囲気は暗め｡ブランコや蔓を利用し、地形を素早く横断可能。 | |

| ステージ名             | 説明 | 特殊ギミック |
| ---------------------- | --- | --- |
| 黄金の石窟             | 地上・地下1階・地下2階の3階層構造となっており、それぞれの階層ごとに異なる地形になっている。 | 縄梯子：体力を消費することで、違う階層に移動することができる。体力の回復はサバイバーよりハンターの方が速い・トロッコ乗車後、加速ボタンをタップすると加速することが出来、下の階層にも移動することが出来る。加速ゲージを持ち、そのゲージが満タンになると最高速になる。最高速度の時にサバイバーに衝突すればダウン、ハンターに衝突すれば数秒間スタンする。一度最後（地下2階）まで乗車すると二度と乗れない。同時に乗車できるのはハンターサバイバー関わらず1人である。乗車中にハンターに攻撃されると恐怖の一撃を受ける。・エレベーター：直近のフロア間のみ使用でき、違う階層に移動することができるが、使用後クールタイムが発生する。一度に乗車ができるのはハンター1人、もしくはサバイバー2人である。 |
| ホワイトサンド精神病院 | 荒廃した精神病院を舞台にしたステージ。ほぼ全て建物の中にあり、マップ内の2箇所には監視装置が設置している。遠くを見渡すことができず、入り組んだ地形が特徴。 | 監視装置：使用すると、約20秒間モニターにサバイバーとハンターの居場所が表示される。サバイバーが監視装置を利用すると、一番近くにある暗号機の場所が壁越しに分かる。 |
| 永眠町（大）           | 日本の街を舞台にしたマップで、二階建てがいくつもある広いステージが特徴的である。つむじ風や路面電車などほかのマップにない特有のギミックがあり、障害物や暗号機同士が離れている。協力狩りカスタム限定のマップになっている。 ・つむじ風（協力狩りカスタムのみ）：触れると別のつむじ風の場所へとハンターは一瞬で、サバイバーは数秒で移動できる。 | |

### 通常ギミック
椅子（ロケットチェア）
ステージ中に14 - 20個ほど（地下を除いて）存在する。ハンターはダウンしているサバイバーを持ち上げ、椅子に縛る（吊る）ことができる。制限時間以内に仲間が救助に来ないもしくは、3回縛られると椅子が空へ飛んでいってしまい、そのサバイバーは脱落となる。
暗号機
ステージ上に7つある。5つの暗号機の解読を終えると、ゲートの開放が可能となる。
ゲート
ステージに２つあり、サバイバーはここから脱出する。
板
壁や障害物に寄りかかって設置されており、倒すと乗り越えることができる障害物になり、ハンターにぶつけるとハンターが一定時間気絶する。乗り越えるときにハンターに攻撃されると恐怖の一撃を受ける。ハンターは倒れている板を壊すことができる。
箱
ステージ上に点在していて、ランダムにアイテムを入手できる。箱を開ける途中または閉める途中ハンターから受けた攻撃は恐怖の一撃になる。漁っている最中は通常ダメージのみ受ける。
窓枠
建物内部や柵、壁などに設置されていて、乗り越えられる。乗り越え最中に攻撃されると恐怖の一撃を受ける。
ロッカー
ステージ上に点在し、サバイバーが入ることができる。サバイバーが入ったロッカーをハンターが開けると、中に入っていたサバイバーはそのまま風船にくくりつけられる。ハンターは恐怖の一撃と同じ量の存在感が得られる。
地下室
ステージには地下室が定位置に２つ存在し、ゲーム開始時にランダムでどちらかが開く（開いていない方は閉鎖地下で入れない）。地下室には椅子が4つ存在する。
ハッチ
ゲート開放までに解読必要な暗号機が残り3つになった時にステージの定位置（3〜5つの場所にランダム）に現れる。サバイバーがステージ上に一人になったときにハッチが開き、そこから脱出することが出来る。

### 特定のステージに出現していたギミック
中立の立場の生物
グール（黄金の石窟）
石窟地下2階内部に生息。クリスタルブロックを投げて攻撃してくる。攻撃がヒットしたプレイヤーは、短時間スタンするが、ハンターに攻撃されてダメージを受けると消える。
現段階では修正中のため、ゲーム中には登場しない。
毒蟻（黄金の石窟）
石窟地下1階内部に生息。酸を噴射し、ヒットしたプレイヤーは短時間の減速効果を受ける。
現段階では修正中のため、ゲーム中には登場しない。

### ゲームモード別の勝利条件
| ゲーム種類                        | 陣営       | 勝利条件                                                                               |
| --------------------------------- | ---------- | -------------------------------------------------------------------------------------- |
| ランダムマッチング/ランク戦モード | サバイバー | 暗号機を計5個解読し、ゲートを解読後3名以上脱出する。                                   |
| ランダムマッチング/ランク戦モード | ハンター   | サバイバーを3名以上脱落させる。                                                        |
| 五人ランク戦                      |            | 相手チームのサバイバーより自分のチームのサバイバーが多く脱出する。                     |
| 協力狩り                          | サバイバー | 暗号機を計7個解読し、ゲートを解読後5名以上脱出する。                                   |
| 協力狩り                          | ハンター   | サバイバーを5名以上脱落させる。                                                        |
| ブラックジャック                  |            | 自分の点数を21点にする、もしくは他のプレイヤー全員を脱落させる。                       |
| タロットモード                    |            | 相手陣営のキングを味方陣営のナイトが脱落させる。もしくは味方のキングを先に脱出させる。 |
| 悪魔の影                          | サバイバー | コースを2周し、1番先にゴールする。                                                     |

### アイテム
マップ上に点在する赤い箱を調べると、サバイバーが使うアイテムを入手できる。手に入るアイテムはランダムで、特定のサバイバーが使用すると効果が増大するものもある。

#### 全サバイバー使用可アイテム
鎮静剤（初期装備：医師）
負傷状態時に使用すると、ダメージを1回分回復できる。治療を中断してもダメージを受けない限り治療ゲージの回復量は維持される。医師が使用するとダメージを0.5回分ごとに回復でき無限に使用できる。
簡易地図（初期装備：弁護士）
使用すると、サバイバー、ハンター、暗号機の位置が見えるようになる。弁護士が使用すると暗号機、サバイバー、ハンターの輪郭を直接確認でき、使用可能時間が増える。
懐中電灯（初期装備：泥棒）
ハンターに向けて一定時間照射し、ゲージが溜まるとハンターをスタンさせる。ハンターにゲージ半分以上光が当たっている間はスキル、特質が使えない。泥棒が使用すると使用可能時間が延びる。
工具箱（初期装備：庭師）
ロケットチェアの正面で使うと椅子を破壊できる。一度使うとクールタイムは12秒。壊した椅子はハンターによって直すことができる。庭師が破壊したことのある椅子にサバイバーが拘束されると発射速度が10%遅くなる。
マジックステッキ（初期装備：マジシャン）
使用すると、使用した時にいた場所に自分の幻影を一定時間出現させる。効果時間中は透明状態で移動する。マジシャンが使用すると透明中の移動速度が40%上がる。マジシャン以外が透明時にハンターから攻撃を受けると恐怖の一撃となる。ハンターは幻影を殴るとサバイバーから一定時間、姿が見えるようになる。
絵本｟冒険記｠（初期装備：冒険家）
効果時間中は体が小さくなり、ハンターが使用するパペットや監視者などに見つからなくなる。ただし、窓の乗り越え、板倒し、その他のアクションが出来なくなる。冒険家は時間無制限に使用でき、進捗25%分、進捗50%分を一瞬で進められる宝の場所が分かる。同時に宝を2つまで所持可能。宝を拾うとハンターに通知が届き、持った状態で脱出または脱落すると宝を落とす。なお、マップ上で探し出せる宝は冒険家の人数問わず3つまでになっている。
肘あて（初期装備：傭兵）
壁に近づいて使用すると、約1秒間高速で移動することができる。一度使用すると5秒間のクールタイムが発生する。１回使用すると無くなる。傭兵の場合初期装備として肘当てを3つ所持しており、クールタイムが短縮される。
コントローラー｟操縦機｠（初期装備：機械技師）
一定時間、機械人形を遠隔操作できる。暗号機の解読や仲間の救助などを行える。人形が攻撃を受けるとダウンし、操縦者の居場所がハンターに通知され、道具が半分消費する。機械技師が使用すると操縦時間と機械人形の解読スピードが増加する。（機械人形で暗号機を解読する際に少しずつバッテリーが消耗される）
ラグビーボール（初期装備：オフェンス）
使用すると高速で移動できる。オフェンスが使用するとハンターにタックルができ、ハンターを障害物にぶつけると一定時間スタンさせる。また、サバイバーを風船にくくりつけた状態のハンターにオフェンスのタックルが命中するとハンターは数秒スタンし、強制的にサバイバーを風船から降ろさせられる。助走距離が長いほど、ハンターの気絶時間が延びる。
忘却の香水（初期装備：調香師）
アイテム使用すると約5秒間の間に自身に発生した効果をデメリット、メリット問わずかき消し、使用前に居た場所に使用前の状態で戻れる。使用中にアイテムボタンを再度タップすると効果が発動される。調香師は3回使える。（ただし、危機一髪が発動されている、ダウンしている際は使用前の状態には戻れない）
海神の懐中時計（初期装備：一等航海士）
使用するとハンターに10秒間幻覚を見せる。その幻覚はキャラの一秒前の姿。ハンターの攻撃を受けたりロケットチェアに触れると効果が解除される。一等航海士は時計を２回使え、使用時間は20秒となる。
信号銃（初期装備：空軍）
ハンターに向かって打つと、一定時間ハンターをスタンさせる。空軍が使用すると、ハンターがスタンする時間が増加する。間に障害物がなどがあるとぶつかり消える。

#### 特定サバイバー限定使用可アイテム白杖（心眼）
小叩き：心眼が「走る」「歩く」で叩く動作をした時に小範囲内のハンターを感知することができる。
大叩き：白杖のアイコンを押すことで、10秒間全フィールド内でハンターとサバイバーの位置を感知できる。それと同時にハンターの位置情報を仲間と共有できる。
扉の鍵（祭司）
扉を生成したい障害物にカメラを向けた状態で、扉の鍵のアイコンをタップすることで、障害物を通り抜けられる。スキルボタンを長押しすることで、数秒間仲間を呼び、仲間がそれに応じると、瞬間移動できる長い通路を作ることもできる。直線の通路はハンターも通ることができ、通るとワープの長さに応じて数秒間スタンする。ハンターが通った扉は消滅する。祭司以外のサバイバーが長い通路を通る時、入口に通路の長さに応じて一定時間残影が存在し、ハンターが残影を攻撃すると、残影の受けたダメージを受ける。また、通ったサバイバーは、10秒間ハンターに輪郭が表示される。
投げ縄（カウボーイ）
カウボーイがサバイバーに投げると背負うことができ、板と暗号機に投げると自分をそっちに引き寄せることが出来る。スキルボタンを長押しした後、目標を狙い定めることができ、照準範囲内で投げ縄を投げると目標に命中する。風船/拘束状態の仲間を救助することも可能。またハンターに命中するとハンターの頭を越して反対側に飛び降り、この過程で障害物に当たると、即座に落下する。カウボーイがサバイバーを背負っている際にハンターからの攻撃を受けると、背負っているサバイバーが女性の場合カウボーイはダウンするが背負われていたサバイバーは攻撃を受けない、逆に背負っているサバイバーが男性の場合は、カウボーイと背負われているサバイバーともに１ダメージを受ける。
オルゴール（踊り子）
加速の赤と減速の青の2種類あり、移動・解読・治療・攻撃・脱落速度といった全ての行動速度を変化させることができる。サバイバーは青のオルゴールの効果を受けず、ハンターは赤いオルゴールの効果を受けない。
使い鳥（占い師）
アイコン長押しで守りたいサバイバーを選択すると、使い鳥視点で対象サバイバーの周辺を一定時間確認できる。再度アイコンをタップすると、一定時間ハンターの攻撃を1度だけ防げる。ただしダメージを防ぐたびに占い師のフィールド上での操作速度が10%下がり、最大で50%まで下がる。ハンターの姿を至近距離で見ることでゲージが溜まり、ゲージが完全に溜まると使用回数が1回増える。使える回数に上限はないが溜めることのできる上限は５羽。
化粧箱（納棺師）
使用すると棺桶を設置でき、事前に設置することで、どこのロケットチェアからでもサバイバーを救助することができる。ただし、他のサバイバーを救助する場合は事前に死化粧をする必要があり、しなかった場合は納棺師自身のみが救助される。1度目にしたことがあるサバイバーにしか化粧できない。ロケットチェアから直接納棺師が救助されると、使用回数が1つ増える。納棺するかしないかは拘束されたサバイバーが選ぶことができる。
隕石の磁石（探鉱者）
アイテムアイコンをタップすることで極性（N極/S極）を自由に変更でき、長押しで指定の位置に設置可能。設置した磁石は、周囲にいるサバイバーまたはハンターに吸い付き、20秒間磁石の極性に応じた効果が発動する。探鉱者自身は磁石に吸い付かれることはない。効果が1度発動する、または磁石の同極状態で1回磁石範囲外になると磁石の効果は消失する。
猿の魔像（呪術師）
ハンターと一定の範囲内にいる、またはハンターからダメージを受けるごとに魔像を溜めることが出来る。魔像のバリアを1スタック消費すると約1秒間ハンターを気絶させ、3スタック消費でハンターを数秒間の間気絶させることができる。使える回数に上限はないが溜めることのできる上限は5個。
相棒｟イノシシ・豚｠（野人）
附随状態と騎乗状態に変えられる。騎乗状態で怒り値をためると、直線状に突進移動ができるようになり、突進中にハンターにぶつかると、障害物にぶつかるまでハンターを移動させることが可能である。ハンターのサバイバーを持ち上げるモーションの途中に移動させると、強制的にサバイバーが降ろされる。騎乗している間は、ハンターの攻撃を代わりに2ダメージまで受ける。2ダメージ受けると騎乗状態が解除される。附随状態でハンターの耳鳴りを消すことができる。
爆弾（曲芸師）
黒い粘土爆弾、白い冷却爆弾、赤い燃焼爆弾の3種類を所持し、爆弾を投げることで板や窓及び一部の低い地形を飛び越えることができ、爆弾を押しながらためることによってより遠くへ飛ぶことが可能。飛び終えた後は操作方向に前転を行うことができる。爆弾はハンターに対して数秒間マイナス効果を与えられ、粘土爆弾は移動速度低下、冷却爆弾は板窓操作や風船モーションなどの速度低下、燃焼爆弾はスキル使用の制限を与えることができる。各爆弾は1試合中に1度だけ使用回数を1回増やすことができる。燃焼爆弾は60秒牽制、冷却爆弾は解読進捗150%、粘土爆弾はロケットチェアからの救出で、1つ増える。
ドーフリン酒（バーメイド）
自身か味方のサバイバーが負傷状態の時に使用できる度数の高いドーフリンとバーメイド自身が使える移動速度が2秒間増加するドーフリンリキュールのボトルを1本持つことが出来る。またこのアイテムを使うとほろ酔い状態で負傷状態になり、時間経過とともに健康状態に戻る。また、法定飲酒年齢を満たしていないサバイバーには使用できない。お酒を飲んだサバイバーは解読速度が8％下がる。
手紙と配達犬（ポストマン）
味方のサバイバーに追加効果が違う３種類の手紙の中から1枚を配達犬を通して送ることが出来る。送った手紙の追加効果は送信源のポストマンにも付与されるが、2種類以上同時に付与はできない。手紙は全部で6種類あり、送るたびにランダムで3つの手紙を選択できる。配達犬は手紙を配達していない間ハンターの方向に走らせることができ、その犬に触れたハンターは犬に噛み付かれ6秒間移動速度が35%ダウンする。
スコップ（墓守）
使用すると地下に潜って移動する状態に入る。地下に潜っている間、墓守は土を掘りながら前に進む。すでに落とされた木の板は通り抜けることができるが、他の障害物を通り抜けることはできない。地下にいる間は一回のダメージを防ぐことができ、下に適度な空間があれば、穴を掘って下の層に降りることもできる。穴はその場に残り、数秒後に消える。
電気回路およびゲート回路（囚人）
暗号機2台を回路で繋ぎ、解読進捗を一定の比率でもう片方の暗号機に伝送できるようになる。繋がった暗号機を囚人が解読することによって、電気エリアが発生し、囚人はそのエリア内にいることによってスタンスキルを貯めることができ、ハンターが電気エリア内に7秒間滞在すると3回までスタンする。暗号伝送比率は0% - 48%の間で繋がっている暗号機ごとに全サバイバー調整でき、解読速度は伝送比率によって低下。また繋いだ2台の暗号機の距離によって、伝送する解読進捗の効果が10%の間で20%減少する。ゲートの間も予め電気回路で繋がっているため、暗号機と同じように進捗を分けられる。ただしゲート間の回線が複雑であるため、進捗を調整できるのは囚人のみであり、伝送する効果は15%減少する。ハンターは回路を破壊することができ、囚人は45秒間は同じ場所に回路を接続できなくなる。ゲートの間の回路は一度壊されると修復できない。
虫の群れ（昆虫学者）
虫の群れに触れたハンターは、移動速度が70%低下する。サバイバーは移動速度低下の影響を受けない。また虫の群れは自身で操作することも可能で、操作中は他のキャラクターを虫で押すことができる。ハンターは虫を2回攻撃して消すことが可能で、その際に攻撃硬直は発生しない。
肖像画（画家）
肖像画にハンターが近づくと肖像画の輪郭が表示され、更に近づいたハンターは、肖像画に引き寄せられてしまう。引き寄せられている間はあらゆる操作ができず、肖像画に近寄るために勝手に窓枠を超えたり、板を壊したりもする。この効果は3秒間持続する。硬直が解けるとハンターには画家の輪郭が5秒間表示される。1試合につき2枚まで使用可能。
バッツとクリケットボール（バッツマン）
構えてから力を貯めてハンターにクリケットボールを打つ。構える時間が長いほどクリケットボールに当たったハンターは長い距離ノックバックされる。壁や障害物にぶつかると止まるがスタンはしない。またバッツマンは20秒間元気モードを発動することができ、元気モード中に打ったボールは消えるがハンターがボールにあたり障害物まで当たるとスタンするようになる。ボールの使用回数は3回までだが打ったボールを拾うことによって使用回数を回復することが出来る。ハンターはボールを踏みつぶすことが出来る。
ジャンプ台とおもちゃ箱（玩具職人）
ジャンプ台
アイテムボタンを押すと向いている方向に向かったジャンプ台を置くことができる。使用すると一定時間の硬直の後に向いている方向にジャンプすることができる。一度使用するとクールタイムが発生する。2個しか持っていないが回収することができる。ハンターはジャンプ台を壊すことができる。
おもちゃ箱
箱から出たアイテムや落ちていたアイテムを3個まで収納できる。このアイテムは投げることができ、他サバイバーはそれを拾うことができる。
鉤爪（患者）
照準を合わせてアイテムボタンを押す、もしくは長押ししたアイテムボタンを離すと鉤爪を発射できる。何も表示されていない時は何も起きない。白い照準の時は壁まで飛んでいき、画面の向いている方向に跳ね返る。オレンジ色の照準の時は壁を乗り越えて先に進める。高い位置で跳ね返りを行うと速く落ちるようになる。
笛（心理学者）
アイテムボタンをスライドさせて送る人を選ぶと笛を吹く。相手は受け取るか受け取らないか選べて、受け取らないと笛にクールタイムが入り、受け取るとお互いが一定時間操作不能になり、ダメージが心理学者側に移動する。また、笛を使うごとに治療時間が10%遅くなる。
創作ノート（小説家）

記憶の欠片（少女）

ロケット（泣きピエロ）

### システム
内在人格
人格レベルを上げて入手したポイントを消費して装備できる能力のこと。自分好みのパークセットを作ることができる。
外在特質
各キャラクター毎に設定されている固有、もしくは共通の能力のこと。この能力を駆使することでキャラクターの性能を引き出すことができる。
品性値
迷惑プレイヤーへの対策として導入されたシステムであり、品性値が低いとプレイに一定の制限がかかる。初期の状態は100であり、違反行為をした場合に数値がマイナスされる。マイナスされた場合でも通常のプレイを継続することで品性値を100に戻すことができる。品性値の値による制限は以下の通り。
| 段階 | 制限                                                               |
| 1    | ランク戦に参加ができない                                           |
| 2    | ランク戦に参加ができない・対戦相手がAIになる・もらえる経験値が半減 |
| 3    | ランク戦に参加ができない・一定時間マッチ対戦ができなくなる         |
| 4    | ランク戦に参加が出来ない・配布ボーナスの一部が受け取れなくなる     |
| ---- | ------------------------------------------------------------------ |

## キャラクター
声は日本語版での声優

### 主要人物
探偵（オルフェウス）
声 - 三木眞一郎
30歳の探偵の男。元々は小説家であったが、10年ほど前に火災事故に巻き込まれて記憶を失ったことから現在の職に就いた。典型的な境界性パーソナリティ障害と解離性障害を患っている。

### サバイバー
幸運児
初期から使用できるキャラクター。参加理由、素性は不明。誕生日は11月22日。
医師（エミリー・ダイアー）
声 - 若林直美
チュートリアル後に使用できるキャラクター。本名は「リディア・ジョーンズ」。経営していた個人診療所上が赤字続きだったため、違法である堕胎手術を密かに行うことで苦境を乗り越え「信頼できる産婦人科医師」としての地位を得た。その後とある婦人を違法手術中に置き去りにしたまま失踪したことで指名手配を受ける。賞金によって安心できる「家」を得るため、そして診療所時代にホワイトサンド・ストリート精神病院の手伝いの際に出会った患者の一人、リサ・ベイカーとの「彼女（リサ）を治す事」という約束を果たすために荘園に来た。誕生日は3月17日。
弁護士（フレディ・ライリー）
声 - 逢坂良太
チュートリアル後に使用できるキャラクター。レオ・ベイカーの妻、マーシャ・ベイカーに横恋慕し、レオに不良債権の工場を購入させたことで破産に追い込んで全財産を奪い、マーシャと駆け落ちした。しかしレオを陥れたことが発覚したためにマーシャに去られ、後にマーシャがとある病院で亡くなったことを知り、犯人を探すために荘園へ来た。誕生日は1月12日。
泥棒（クリーチャー・ピアソン）
声 - 小西克幸
チュートリアル後に使用できるキャラクター。賞金で新しい孤児院を建設するためにゲームに参加。彼が運営していたホワイトサンド・ストリート孤児院にはかつてリサ・ベイカーとロビーが身を寄せており、何故かエマ・ウッズに対し異様な執着を見せる。誕生日は5月7日。
庭師（エマ・ウッズ）
声 - 斎藤千和
チュートリアル後に使用できるキャラクター。本名は「リサ・ベイカー」。レオ・ベイカーとマーシャ・ベイカーの娘である。父のレオが不良債権であるミネルヴァ軍需工場の工場長になってしまい、挙句マーシャとライリーが全財産を持って駆け落ちした結果、父が借金を背負いきれずに失踪したため、孤児院に入ることになる。14歳でホワイトサンド・ストリート精神病院に入ることになり、そこで出会ったリディア・ジョーンズと「彼女（リサ）を治すこと」を約束し、電気治療を受ける。 その後荘園から招待状が届き、エマ・ウッズと名前を変え、「旧知の人」に再会するためゲームに参加する。誕生日は12月21日。
マジシャン（セルヴェ・ル・ロイ）
声 - 高木渉
ベルギーでマジシャンとしてのキャリアを歩み始め、ロンドンに移住して自分のマジックグッズの専門店を開いた。新しい公演のインスピレーションを得るためゲームに参加する。誕生日は7月4日。
冒険家（カート・フランク）
声 - 宮下栄治
趣味が読書である経験豊富な冒険家らしき人物。ホワイトサンド精神病院に入院した過去がある。いつもガリバー旅行記を携帯している。誕生日は3月1日。
傭兵（ナワーブ・サベダー）
声 - 岡本信彦
東インド会社に貢献した元グルカの傭兵。誕生日は7月23日。
空軍（マーサ・べハムフィール/マルガリータ・ハリ）
パイロットを志すが、性別故に自分で飛行機を操縦することができず、母親からは淑女であるようマーサは強要された。それでもパイロットになる夢を諦めきれず、空港で地上に飛行機を信号誘導をする仕事をさせられていた、そこで彼女はパイロットの男の一人と恋に堕ちる、彼はマーサの志について理解し、強調してくれた。しかし状況は好転せず、母親からはもっと女性らしい仕事をするようにと強要される日々、どこか上の空で仕事をしていたマーサは信号誘導の仕事で大きなミスをしてしまい、飛行機を墜落させてしまう。その墜落してしまった飛行機に乗っていた人物こそ、彼女が愛したパイロットの男だった。誕生日は4月3日。
と言う情報は全て嘘で彼女は全くの別人、本人の名前はマルガリータ・ハリ、マーサと言う名前や戸籍は全て荘園の主が用意した偽りの身分だった。
機械技師（トレイシー・レズニック）
彼女は技師としての才能に恵まれた才女で高い職人の家系に生まれた。母は彼女が産まれてすぐに他界してしまったが、時計職人の温和な父の元元気いっぱいに育った。彼女が10歳の頃、彼女が複雑な時計の部品を完璧に分解し作り直すことができることがわかり、彼女にはとても才能があることがわかる。そんな彼女はその当時では脅威の誤差がほとんどない時計を作り、それはとても多くの反響を呼び、店は途轍もなく繁盛した。しかし時計には欠陥があり、長時間の可動で時計が爆発してしまう事故が発生、苦情や講義、返品など怒号の声で溢れ時計店は一転多くの借金を抱えてしまう、そんな中父親が他界、彼女は多額の借金と孤独を抱えながら、一つの研究にのめり込んでいく、それは父親と同じように動き孤独を埋めてくれる機械人形を制作すること。しかし巨額の債務を背負っている今は機械人形を完成させるために必要なお金が足りず挫折、そんななか彼女に荘園から一通の手紙が届く、荘園に隠された秘密の装置と、機械人形を完成させるため彼女はゲームに参加することになる。誕生日は9月13日。
オフェンス（ウィリアム・エリス）
声 - 子安武人
ラグビーの創始者を自認するが、思い通りにいかず救いを求めて参加。モデルはラグビーの創設者と言われるウィリアム・ウェッブ・エリスである。誕生日は5月15日。
心眼（ヘレナ・アダムス）
声 - Lynn
1歳時に高熱で視力を失った。大学に入学し文学学士になりたくてエウリュディケ荘園の検討会に参加し、荘園の主人に学費を払ってもらうためゲームに参加。モデルはヘレン・アダムス・ケラーである。誕生日は1月13日。
祭司（フィオナ・ジルマン）
神秘主義者。クトゥルフ神話にでるヨグ＝ソトースの忠実な信者と自称しており、神の導きで参加したと主張している。誕生日は2月1日。
調香師（ウィラ・ナイエル）
クロエ・ナイエルは、双子の姉のウィラに自分が考案したレシピを勝手に横取りされて世間に発表されてしまう。これに腹を立てたクロエは姉を殺害して成り代わるが、クロエが作り出した香水が内気な性格によって評価されぬまま埋もれることを惜しんだウィラが、妹の才能を周囲に知らしめたい一心でレシピを発表したことを知って罪悪感に苛まれる。その後、ウィラ（クロエ）は、神秘的な香水のレシピからインスピレーションを得て、「忘却の香水」を調合し、匂いで我を忘れようとしていた。だが香水が不完全であるため、そのレシピの由来であるこの荘園にやって来た。香水の元ネタは映画『パフューム ある人殺しの物語』である。誕生日は8月25日。
カウボーイ（カヴィン・アユソ）
アメリカ西部の小さな町で生まれた。小さい頃インディアン人の女の子と仲良くなり、投げ縄の投げ方などを教わっていたが、米軍とインディアン部族との衝突で、二人の間の連絡が取れなくなった。数年後、事故にあったカヴィンはインディチェロキー族の家長に助けられて、一人ぼっちの老人の面倒をみた。しかし、米軍との対立が激しくなり部族が衰退の兆しを見せると、部族の人たちはカヴィンが米軍のスパイだと疑い始めた。恩人である老人や部族に迷惑をかけないよう、カヴィンは自ら去り、再び旅に出た。誕生日は12月27日。
踊り子（マルガレータ・ツェレ）
本名はナターシャ（ナタリー）。サーカス出身の舞人。微笑みの道化師のセルジオと二人で裕福な生活を送り、輝かしい未来を手に入れたが、ある残酷な事件にあったことで夫を失い、唯一の収入源も失った。無力で途方に暮れていてもなお自由を諦めたくなかった彼女のもとに、荘園の招待状が届き、億万長者になるために参加した。名前の由来はマルガレータ・ヘールトロイダ・ツェレであり、背景は映画『気狂いピエロの決闘』をもとにしている。誕生日は6月9日。
占い師（イライ・クラーク）
声 - 鈴村健一
小さい頃から幻影を見ることがあった。幻影というのは輪廻する前の魂であり、イライはフクロウを通して彼らと対話をすることで新たな目線を得ることができた。彼はゲキウという女性に恋をし、彼女の力になるために誓約を破って小麦市場の行方を教えた。ゲキウの父は多大な利益を得るが、代償として力が使えなくなったイライはフクロウに荘園に行くよう告げられ、エウリュディケ荘園に行くことになる。誕生日は10月31日。
納棺師（イソップ・カール）
声 - 内山昂輝
幼少期に両親をなくしジェイ・カールという納棺師に預けられる。しかし彼は人を生きたまま納棺するシリアルキラーだった。そんな彼のもとに荘園への招待状が届き参加するが、重症を負って帰ってくる。イソップは彼に教わったとおりの手順で彼を生きたまま埋葬する。後日死化粧を行った刺殺体の女性のポケットから義父に送られてきたものと同じ招待状を発見し、あとを追い参加。誕生日は5月11日。
探鉱者（ノートン・キャンベル）
声-羽多野渉
ある落盤事故から奇跡的に生還された元炭鉱夫。落盤事故のさなかに手に入れた隕石磁石をもとに、地質探鉱者へと転職した。誕生日は3月19日。
呪術師（パトリシア・ドーヴァル）
声 - 小林ゆう
奴隷船の中で生まれた黒人の女性。親はその場で亡くなってしまい、自身も船が港に停泊した際に船主に捨てられてしまったが、一人の女性に拾われ、彼女からハーブや医術・呪術を教わった。大人になってから自分のルーツを知るために親の故郷へと旅立ったが、その道中で荘園に迷い込んでしまう。誕生日は1月3日。
野人（モウロ）
ノイジーサーカス団に在籍していた。過去の裏切りと足掻きをその身で受けたことで文明社会に溶け込むことができなくなってしまった。誕生日は4月30日。
曲芸師（マイク・モートン）
自身が所属していたサーカス旅団「ノイジーサーカス」の崩壊の犯人を突き止めるために、荘園に来た。誕生日は6月1日。
一等航海士（ホセ・バーデン）
ホセ・バーデンは船長の父と共にイギリスの王のために働いていた。しかしある日、ホセの父は乗組員や宝物を連れたまま戻らず、ホセは取り残されたまま王は激怒した。 何年か経ち、彼は失踪した船の持ち物の一つであった中国の骨董品の傘がエウリュディケ荘園に現れたと聞き、この呪われた地に足を踏み入れ、父の行方を探すことにした。誕生日は9月24日。
バーメイド（デミ・バーボン）
奇跡の酒ドーフリンのカクテルが作れる明るい少女。失踪した兄を探すため、荘園にやってきた。誕生日は2月14日である。
ポストマン（ビクター・グランツ）
口下手で、人とコミュニケーションを取ることが苦手であったが、生まれて初めて荘園からの手紙を受け取ったことで、パートナーである配達犬のウィックを連れてゲームへ参加する。誕生日は12月25日である。
墓守（アンドルー・クレス）
アルビノであるため、人々から「白髪の怪物」と呼ばれ、完全に人々と孤立していたが、人並みに生活したいと思い救いを求めて、「聖堂」として知られるラズ教会に行き、そこで墓守になり長年務めていた。自分のことを理解してもらうため、荘園からの招待状を受け入れる。
「囚人」（ルカ・バルサー）
孤児であるルカ・バルサーは、以前、世間が注目する天才発明家だった。ある事件がきっかけで囚人になり、特殊体質になった上、脳も一部損傷した。監獄に閉じ込められていた間でさえ、心に秘めた願いを諦めることはなかった。再び自由を手に入れた今、彼はずっと思い描いた偉業を成し遂げると決めた。モデルはニコラ・テスラ。誕生日は7月10日。
昆虫学者（メリー・プリニウス）
才能により、貧しい荘園のメイドから女主人、豊かな寡婦、そして生物学界のスターへと登りつめた。事件が発生してから、人類は昆虫と何の違いも無いことをメリーは悟った。
画家（エドガー・ワルデン）
ワルデン家の一人息子で、幼少時から芸術に深い興味を持っており、並ならぬ才能を発揮してきた。だが家族の溺愛と民衆の賛美によって、彼はおかしな性格に育ってしまい、目には芸術しか見えず、自らを過剰なほど評価しており、自分自身を除けば誰も彼と芸術について説く資格がないと考えている。ワルデン家の跡継ぎであるた金目当てではなく「真の芸術」と「創作のインスピレーション」を求めるためにゲームに参加した。
バッツマン（ガンジ・グプタ）
クリケットチームのバッツマンであるガンジ・グプタは昔、ロイヤルクリケットチームに所属していたのだが、訓練隊が謎の大火事にあった後に姿をくらました。彼が故郷を離れ、慣れない土地で暮らしているから、他人を警戒するのも仕方ないと思っている人もいる。憶測はそれぞれだったが、彼が多くの秘密を抱えていることは確かだ。
玩具職人（アニー・レスター）
富商の家に生まれたアニーは母親を難産で亡くし、そのためアニーの父親は彼女に母親の影を求め、彼女を厳しく躾けていったのである。その頃から、彼女の唯一の心の慰めは、母親が残してくれた沢山の玩具であった。そして彼女が成人を迎えようとする頃、彼女の財産は詐欺師に狙われ、結婚詐欺で全てを奪われた。しばらくした後、母親の最後に残った30%の遺産はアニーに渡され、彼女はそのお金で玩具店を開いたのであった。それからある日、郵便ポストに匿名の招待状が届いた。彼女を騙したあの2人の情報を握っていると書かれており、彼女はそれを確かめてみることにした。
患者（エミール）
エミールの過去を知るものはなく、高熱によって彼のほとんどの記憶が奪われ、目を覚ました時にはすでに精神病院の患者になっていた。精神病院で診療を行っていたエダと知り合った後、彼女によって精神病院から連れ出され、彼女の元で徐々に正常な人間の感情反応と行動を一部取り戻していたが、徐々に蘇った記憶によって苦しめられようになった。
心理学者（エダ・メスマー）
医師の家庭に生まれた心理学者の彼女は、25歳の年から、催眠療法の研究実験に熱中したが、研究は何度も失敗した。そして、彼女がホワイトサンド精神病院で短期間勤務していた時、催眠療法に対して良好な反応を示したエミールという患者と知り合った。やがてエダはエミールに対して複雑な感情を抱き、ついには精神病院からエミールを逃がすことにした。病院から離れた後、エダはエミールを使って研究を続け、エミールが起こす病症の発作の治療にも努め、一定の成果を得たが、好転していたはずのエミールの病状は突然悪化し始めた。エミールの治療法を探すために、彼女は知人が持ちかけた取引を受け入れることにした。
小説家（オルフェウス）

「少女」（記憶）

泣きピエロ（ジョーカー）

教授（ルキノ・ドゥルギ）

骨董商（戚十一）

記者（アリス・デロス）

航空エンジニア（チャールス・ホルト）

応援団（リリー・バリエル）

人形師（マティアス・チェルニン）

火災調査員（フロリアン・ブランド）

「レディ・ファウロ」（エブリン・モレー）

「騎士」（リチャード・スターリング）

### ハンター
復讐者（レオ・ベイカー）
チュートリアル後に使用できるキャラクター。元は小型の紡績工場を経営する工場主であったが、友人のフレディ・ライリー（弁護士）に騙され、経営が不安定な軍需工場の経営をするよう唆され、巨大な負債を背負わされることとなる。またそのことから妻とは離婚し、フレディに奪われる。すべての財産を奪われた彼は娘を孤児院へ預け、軍需工場もろとも自殺をすることになるが、荘園の主に助けられ一命を取り留める、そこから荘園の主が企画する「ゲーム（実験）」においてハンターとしての仕事を行うことになる、彼はとても優秀でハンターとしての仕事をまっとうしていたが、第4実験にて娘のリサ・ベイカー（庭師）と再開することで、薬の制御ができなくなる。その後のことについてはまだ明らかになっていない。記念日は12月21日。
道化師（ジョーカー）
ジョーカーは昔、ノイジーサーカス団の泣きピエロとして活躍していた、生まれつきの泣き顔によって、最も優れた泣き顔ピエロになったジョーカーだったが、優秀な微笑みピエロのセルジオと、雑伎のスターで絶世の美女・ナタリー（踊り子）の入団によって、彼の天下に変化が訪れた。ジョーカーは嘲笑を受ける自分の役割にうんざりし、笑いピエロの役割を羨ましく思うようになる。そんな日々を過ごしている中、彼はナタリー（踊り子）に対して笑いピエロのセルジオが暴力を振るっている現場を目の当たりにする、ナタリーに対して好意を寄せていた彼はその場に乗り込みセルジオに対して糾弾、その場は丸く治ったが、その後何者かが彼の化粧道具に硫酸を入れており、ジョーカーの顔はドロドロに溶けてしまう、一命を取り留めたジョーカーだったが、顔の皮膚が大きく爛れてしまい、泣きピエロとしての仕事ができなくなりノイジーサーカス団から追い出されてしまう、彼はこの仕打ちをセルジオのせいだと確信し、月の河公園でのノイジーサーカス公演会に乗り込み、出口を封鎖し、大虐殺を行う、その後彼は、微笑みピエロのセルジオの笑い顔を貼ぎとり、自身の顔に貼り付ける、彼は笑いピエロのセルジオと名前を変え、新しい喜劇の演目を、行う。後にこの騒動は月の河公園時間と呼ばれ月の河公園は封鎖、犯人は未だ逃走中。元ネタは映画『気狂いピエロの決闘』である。記念日は8月4日。
断罪狩人（ベイン・ペレッツ）
元は親切な性格で、前の主人であったデロス男爵の管理していたエウリディケ荘園の狩場の番人で密猟者を逃さないための介護をする仕事をしていた。彼は荘園の鹿達と穏やかな暮らしをしていたが、一人のいじめられている鹿にであう。とても大きな黒い鼻を持ったその鹿に黒い鼻と言う名前をつけ育て上げ、黒い鼻は鹿たちのリーダーとなるまでに成長する。とある日、いつものように警備をしていると、黒い鼻が侵入者を告げる、慌ててベインが見に行くと、そこにはまだ小さな少女が迷い込んでいた、彼の温和な性格からきっと間違えてここに入り込んでしまったのだろうと考えこっそり逃してあげることにした。その翌日、彼は鹿たちの叫び声で目を覚ます。彼は大勢の密猟者の襲撃を受け、なんとか立ち向かうが多くの鹿や動物たちは密猟者たちによって狩られてしまい、ベインも意識を失ってしまう。目を覚ますと自身は縛られており、無惨な動物達の姿を目にすることになる、密猟者たちを睨みつけ縄を解こうとするベインだったが、そこで密猟者たちの中にあの時逃してやった少女の姿を見つける、全てを察し、抵抗を続けるベインだったが、密猟者たちはそれを面白がりベインの頭に大切な友人であった黒い鼻の剥製頭にを被せ、トラバサミで押さえつけて鹿に見立てて遊ぶと言うような行為が行われ、ベインはなんとか逃げ延びた。それ以来ベインは、領域内に入って来た人間に容赦しない。恐ろしい断罪狩人となったのだ。記念日は5月21日。
リッパー（ジャック）
「リッパー」と呼ばれるまでは、ジェームズ・ホイッスラーの学生で、エドガー・ドガの影響を受けた画家であった。ジャック・ザ・リッパーをモデルにしており、背景は真犯人とされるウォルター・リチャード・シッカートの生い立ちを参考にしている。記念日は8月7日。
結魂者（ヴィオレッタ）
かつて有名な見世物小屋芸人であったが落ちぶれてしまい、もう一度観衆の注目の的になろうと一人の機械技師（サバイバーのトレイシー・レズニックとされる）に助けを借り、自分の体に、機敏に動く機械義肢とある装置を取り付けた。出演拒否をされたが、荘園の主が彼女のためにリバイバルショーを準備した。記念日は1月2日。
芸者（美智子）
かつて「紅蝶」と呼ばれ、吉原遊郭で最も名が知れていた芸者だった。とある宴会で異国の紳士・マールスに出会い結婚し、一緒にマールスの故郷へ帰るが、マールスの父は反対し追い出そうとした。その後、マールスの出張中に美智子は姿を消してしまう。記念日は2月18日。
黄衣の王（ハスター）
過去に黄色のコートを纏い、顔つきがわからない使者が現れ、とある王朝に大きな災害を予言していた。それを人々は黄衣の王と呼び、災難と苦痛の化身であるとした。モデルはクトゥルフ神話のハスターの化身である黄衣の王を参考にしている。記念日は1月24日。
白黒無常（謝必安｟日;シャビアン中;シェーピエン｠/范無咎｟日;ファンウジン中;ファンウジョー｠）
声 - 豊永利行
謝必安と范無咎は幼い頃から兄弟のような深い絆があったが、ある日、二人は南台橋を歩いていると、雨が降り始め謝必安は范無咎に傘を取りに行くため橋の下で雨宿りするように言い残した。しかし、謝必安がその場を離れた途端大雨が降り、謝必安が戻った時には范無咎の姿はなく河は橋ごと呑み込んでいた。それ以来謝必安はどんな日でも白い服を着てその時の黒い傘を持つようになり、最後には南台橋で縊死してしまう。二人の絆を見た黒い傘には二人の魂が宿っており、とある商人に買い取られその後行方不明になった。モデルは中国の民間神話に登場する黒白無常（七爺八爺）である。記念日は旧暦7月15日。
写真家（ジョゼフ・デソルニエーズ）
両親とともにフランスからイギリスに亡命する過程で弟のクロードを失い、心の痛みに苦しみ絵に没頭するようになる。しかし、絵を描いても心の痛みは収まらず、映像を永遠に保存できるカメラに出会うまで痛みは続いた。その後、全てのことをカメラで記録し始め、写真の中の映像はそのままだが、現実のものは衰えていくことに気づく。写真の中に魂を保存しようと霊魂学に没頭し、保存する方法を見つける。その後ジョゼフに写真を撮られた者は次々と消えていった。モデルは世界初の写真画像を作ることに成功したジョセフ・ニセフォール・ニエプスである。記念日は3月11日。
狂眼（バルク・ラパドゥーラ）
建築作業員の父をもち、幼い頃から才能に溢れ、20歳頃には名の轟く建築デザイナーとなり、仕掛けの設計や使用に優れていた。ある日、デローズ夫妻に雇われ、当時まだ壊れ果てたエウリュディケ荘園のほとんどの建築設計作業を担当した。雇い主の要求で、荘園領地内で作業員を指導して拡張作業もしていた。それと同時にバルクは自分の試作の仕掛けを入れた、荘園は秘密実験場となっていた。事件が起こるまで、この狂気な建築士はまだ新しい仕掛けの追加を計画していた。記念日は11月27日。
夢の魔女（イドーラ）
初めての微生物がいた時からすでに地球に居た存在。モデルはクトゥルフ神話に登場するイドーラである。記念日は10月2日。
泣き虫（ロビー・ホワイト）
ホワイトサンド・ストリート精神病院に姉のドロレスとともに住んでいた泣き虫の男の子。まき割りが趣味で、いつも斧を手に持っていた。ある事件をきっかけに自分の頭を落としてしまう。気づけばネズの木の下で目を覚ましていた。しかし、そこには彼の姉も孤児院も存在していなかった。記念日は4月25日。
魔トカゲ（ルキノ）
もともとは優秀な爬虫類生物学者であったが、同僚から珍しい毒蛇をもらったあとに行方不明となり、姿が蜥蜴のような鱗まみれな姿に変わってしまった。記念日は11月13日。
血の女王（マリー）
声 - 田中理恵
ある時、彼女が「お菓子を食べればいいのではなくて?」と発言したといううわさが広まり反発を買ってしまう。しかし、これは事実ではなく、富と権力に対する妬みから生まれた作り話であったが、困惑している間に、ギロチンへと連れて行かれ、死刑執行人によって長い髪がカットされる。そして、彼女が最後に見た光景は、水で反射した自分の姿を見つめながら、白いドレスが徐々に赤く染まる様子だった。モデルは、マリー・アントワネット、メアリー1世を参考にしており、能力などはブラッディ・マリーを参考にしている。記念日は11月2日。
ガードNo.26（ボンボン）
バルクが自身の助手として25回もの試行錯誤を経て作り上げたロボット。彼の最高傑作であり、極めて高い自己意識を持ったNo.26は仕事の効率を大幅にアップさせる事ができた。しかしNo.26の自己意識が強く形成されるようになり、「ボンボン」という名前を持つまで成長し、仕事効率がより低下してしまった。バルクはこのことに怒りを覚え、No.26の中枢を変えて新しいルールを含んだコードを書き込んだが、いくら彼がシステムを変えても、No.26は再起動する度に「あなたにお会いできて嬉しいです、ボンボン」という言葉を発するようになった。見た目がペンギンと似ている。記念日は8月8日。
「使徒」（アン）
奇妙な病気にかかり、目が普通の人とは明らかに違ったため「悪魔の目」という噂が広がり、噂のように自分は悪魔の目を持っているのではないかと疑うほど精神的に追い詰められた。眠れないある夜に聖堂に行くと、木の杭が彼女の心臓に突き刺さり、瀕死状態のまま荒野に捨てられてしまう。絶命寸前の彼女を見つめる特別な目を感じたが、それは懺悔なのか、どす黒い感情なのか分からなかった。
ヴァイオリニスト（アントニオ）
「彼は全世界の律動を見ることができるが、何処にでもある弦に束縛され、コントロールされているのだ。」あるコンサートでG弦一本で独奏を行い、そのことであっという間に出世した。そのコンサートを見た観客の中には演奏中の彼の背後に悪魔が彼を操っている姿を見たと言っていた観客がいた。更に恍惚の中、彼の全身が弓と弦に変わり、髪すらもリズムの中で音符を奏でていたのを見たという観客もいた。モデルは有名なヴァイオリニストで同じくG弦一本で演奏を行ったとのうわさがあるニコロ・パガニーニで、キャラクターの発表当初の名前もパガニーニだった。
彫刻師（ガラテア）
声 - 戸松遥
ガラテアは小人症の患者であり、これといった実績のない彫刻師だった。彼女が18歳の時に、創作のスランプに入ったが、とある富商が彼女を自宅へ招待し、彫像を作って欲しいと申し出たのであった。その道中、何があったのか知る者はいないが、戻ってきたガラテアはまるで別人のように創作意欲を爆発させ、輝かしい彫刻の才能を開花させた。だが彼女が少しずつ彫刻室に龍る時間が長くなり、飲まず食わずで創作に没頭するようになった。それに加えて彼女の家族はガラテアがまるで彫像が生きているように度々彫像に話しかけていることに気付き、彼女を精神病院に送り込んだのだ。しかしガラテアの病状は一向に好転せず、生きた人間と交流することを拒むようになり、彼女は狂気に陥ていた。病院は彼女を部屋に閉じ込め、1人の女性看護師だけを残して面倒を見させた。しかしある日突然看護師が失踪したため、担当医師が部屋に様子を見に行くと、そこにはガラテアの姿はなく、血まみれの病室には完成された「傑作」である成人女性の体と何度も彫刻された頭部が残されていたのであった。
「アンデッド」（ペルシー）
19世紀のマッドサイエンティストの多くの同じように、ペルシーは「死者蘇生」の研究に没頭していて、一人のモンスターを作り上げたが、その「蘇生」したモンスターの手によって命を落とし,、モンスター製造に関する秘密の記録と器材と一緒に墓に埋められた。しかし、とあるあらしの夜、彼の墓は荒らされ、多数の実験の記録とともに彼の遺体は消えた。ほどなくして、エウリュディケ荘園の奥から絶望に満ちた苦し気な雄叫びと共に、彼は目覚めたのであったのだ。オーストラリアの著名アーティストAshley Woodがデザインしたコラボキャラクターである。
破輪（ウィル三兄弟）
ウィル三兄弟は小人症の3つ子で、幼い頃に両親に捨てられ、互いだけを頼りに生きてきた。幸い、彼らはとある劇団のオーナーに受け入れ、劇を演じることによって金を稼いでいたのである。しかしとあるショーの後、三兄弟は劇場のオーナーと共に突如姿を消した。そして数日後、奇怪な体をした芸人が街角に現れ、一人三役の奇妙な劇を演じていた。
「漁師」（グレイス）
彼女は言語障害を抱えて産まれ、親に河へと流される、そんな彼女は古湖村と言う小さな村へと流れつき、彼女はそこで海から流れてきた神の使いであるとされ、それ以来村人は彼女に捧げ物をするようになる。そこでしばらくは豊作になっていた村だったが、本物の神は偶像崇拝を嫌い、この村に大きな飢饉を与える。そこで偽物だとされたグレイスは足を杭で打たれ海に本物の神への捧げ物として流される、否定することもできず、神の使いとされ祭り上げられ、挙句偽物だとされて抵抗も叫び声も上げれず、足を打たれて溺れる彼女は海の主の声を聞く。くだらない人間を全て始末してしまおう。そう決めたとき彼女の足は動き出した。
蝋人形師（フィリップ）
両親を若くしてなくしたフィリップは、骨相や人相などから犯罪者を分析する犯罪生物学に熱中し、それらを研究していた。彼は妹と二人で犯罪者をテーマにした蝋人形の展覧会を開き、それが大きな反響を呼んだことによって、フィリップは瞬く間に犯罪学会の注目を浴び、世界各地に講演を行うことになった。だが、彼が講演に出かけている間、彼の理論によって「被害」にあった者は復讐を誓い、彼の妹が殺されてしまったのである。フィリップは悔しさと罪悪感を背負い、次の「モデル」を探しにいったのだ。
「悪夢」（オルフェウス）

書記官（キーガン）

隠者（アルヴァ・ロレンツ）

夜の番人（イタカ）

オペラ歌手（サングリア）

「フールズ・ゴールド」（ノートン・キャンベル）

時空の影（アイヴィ）

「足萎えの羊」（ジェフリー・ボナヴィータ）

「フラバルー」（マイク・モートン）

## 舞台

### IdentityV STAGE Episode 1『What to draw』
2019年11月29日 - 12月8日、サンシャイン劇場にて公演が行われた。通称「第五舞台」。サバイバーがメインとなるストーリーの「サバイバー公演」とハンターがメインとなる「ハンター公演」が回替わりで上演され、12月3日と5日には特別公演と銘打った、特別衣装を着用しコメディー色の強い内容になる特別回も公演された。全16公演。
また、2020年6月にはEpisode 2『Double Down』、同年9月にはEpisode 3『Cry for the moon』の上演も予定されていた。だが、Episode 2は新型コロナウィルス感染症の流行の影響で中止となったので、Episode 3が先に上演され、Episode 2の上演は2021年3月になった。

#### キャスト
サバイバー
- 納棺師／イソップ・カール（平井雄基）※当番キャスト
- 幸運児（橘りょう）
- 医師／エミリー・ダイアー（鈴木麻祐理）
- 弁護士／フレディ・ライリー（田中稔彦）
- 泥棒／クリーチャー・ピアソン（石川竜太郎）
- 庭師／エマ・ウッズ（藤白レイミ）
- 傭兵／ナワーブ・サベダー（才川コージ）
- 空軍／マーサ・べハムフィール（山田美貴）
- 機械技師／トレイシー・レズニック（坪井未来）
- 心眼／ヘレナ・アダムス（河上英里子）
- カウボーイ／カヴィン・アユソ（田中晃平）
- 占い師／イライ・クラーク（千葉瑞己）
- 探鉱者／ノートン・キャンベル（須賀京介）

ハンター
- 写真家／ジョゼフ（五十嵐啓輔）※当番キャスト
- リッパー／ジャック（成松慶彦）
- 芸者／美智子（大滝樹）
- 黄衣の王／ハスター（ひのあらた）
- 白無常／謝必安（國島直希）
- 黒無常／范無咎（縣豪紀）
- 泣き虫／ロビー・ホワイト（渡部大稀）
- 魔トカゲ／ルキノ（モウジーン兼史）

アンサンブル
- 石森文々
- 菅原奈月
- 塩見奈映
- 渡邊百香
- 辻村晃慶
- 高橋歩
- 千葉悠生
- 宮地詞音

#### スタッフ
- 演出：伊藤秀隆（Planet Kids Entertainment）
- 脚本：末原拓馬（劇団おぼんろ）・山田一朗
- 脚本原案：山田一朗
- 衣裳：沼崎和真
- メイク：YUKA（RIM）
- 現場制作：Ask
- 主催:荘園劇場 [ムービック／サンライズプロモーション東京／Planet Kids Entertainment]

### IdentityV STAGE Episode 2『Double Down』
2021年3月24日 - 4月1日、TACHIKAWA STAGE GARDENにて公演。Episode 3よりも後に上演されている（#IdentityV STAGE Episode 1『What to draw』を参照）。本作では共通のストーリーから分岐するA、B、C、3パターンの物語が用意されている

#### キャスト
サバイバー
- 幸運児：橘りょう
- 医師／エミリー・ダイア―（鈴木麻祐理）
- 泥棒／クリーチャー・ピアソン（石川竜太郎）
- 庭師／エマ・ウッズ（藤白レイミ）※当番キャスト
- 傭兵／ナワーブちゃん・サベダー（才川コージ）※当番キャスト
- 空軍／マーサ・べハムフィール（山田美貴）
- 機械技師／トレイシー・レズニック（坪井未来）
- 心眼／ヘレナ・アダムス（河上英里子）
- カウボーイ／カヴィン・アユソ（田中晃平）※当番キャスト
- 占い師／イライ・クラーク（千葉瑞己）
- 納棺師／イソップ・カール（平井雄基）
- 探鉱者／ノートン・キャンベル（須賀京介）
- 祭司／フィオナ・ジルマン（中町桃子（Peach.））
- 呪術師／パトリシア・ドーヴァル（音羽美可子）
- 野人／モウロ（クラウス）
- ポストマン／ビクター・グランツ（鈴木遥太）
- 墓守／アンドルー・クレス（磯野大）
- 「囚人」／ルカ・バルサー（穴沢裕介）

ハンター
- リッパー／ジャック（成松慶彦）※当番キャスト
- 芸者／美智子（大滝樹）※当番キャスト
- 黄衣の王／ハスター（ひのあらた）（声の出演）
- 泣き虫／ロビー・ホワイト（渡部大稀）※当番キャスト
- 写真家／ジョゼフ（五十嵐啓輔）
- 狂眼／バルク（山谷勝巳）
- 白無常／謝必安（國島直希）
- 黒無常／范無咎（縣豪紀）
- 魔トカゲ／ルキノ（モウジーン兼史）

アンサンブル
- 十彩珠妃
- 弓野航平

#### スタッフ
- 原作：NetEase Games
- 脚本：田中彪（T-gene）・山田一朗
- 脚本原案：山田一朗
- 演出：鄭光誠（VACAR ENTERTAINMENT）
- 主催：荘園劇場 [ムービック／サンライズプロモーション東京／Planet Kids Entertainment]

### IdentityV STAGE Episode 3『Cry for the moon』
2020年9月10日 - 9月18日、TACHIKAWA STAGE GARDEN（立川ステージガーデン）にて公演。Episode 2よりも先に上演されている（#IdentityV STAGE Episode 1『What to draw』を参照）。“占い師”と“女王”を中心とした本筋のストーリーが描かれる。Episode 1同様の“サバイバー編”と“ハンター編”の2パターンの他に、9月15日18:00開演回、16日18:00開演回では特別衣装の“コメディー特別回”が上演。

#### キャスト
サバイバー
- 幸運児（橘りょう）
- 医師／エミリー・ダイアー（鈴木麻祐理）
- 弁護士／フレディ・ライリー（田中稔彦）
- 泥棒／クリーチャー・ピアソン（石川竜太郎）
- 庭師／エマ・ウッズ（藤白レイミ）
- 空軍／マーサ・べハムフィール（山田美貴）
- 機械技師／トレイシー・レズニック（坪井未来）
- 心眼／ヘレナ・アダムス（河上英里子）
- カウボーイ／カヴィン・アユソ（田中晃平）
- 占い師／イライ・クラーク（千葉瑞己）※当番キャスト
- 納棺師／イソップ・カール（平井雄基）
- 探鉱者／ノートン・キャンベル（須賀京介）
- 祭司／フィオナ・ジルマン（中町桃子（Peach.））
- 呪術師／パトリシア・ドーヴァル（音羽美可子）
- 野人／モウロ（クラウス）
- 曲芸師／マイク・モートン（瀬戸啓太）

ハンター
- リッパー／ジャック（成松慶彦）
- 芸者／美智子（大滝樹）
- 黄衣の王／ハスター（ひのあらた）
- 写真家／ジョゼフ（五十嵐啓輔）
- 狂眼／バルク（山谷勝巳）
- 白無常／謝必安（國島直希）
- 黒無常／范無咎（縣豪紀）
- 泣き虫／ロビー・ホワイト（渡部大稀）
- 魔トカゲ／ルキノ（モウジーン兼史）
- 復讐者／レオ・ベイカー（森一平）
- 血の女王／マリー（大湖せしる）※当番キャスト

アンサンブル
- 栗原沙也加
- 五十嵐香純
- 大城ベイリ
- 真辺彩加
- 弓野航平

#### スタッフ
- 演出：田中彪
- 脚本：田中彪・山田一朗
- 脚本原案：山田一朗
- 衣裳：沼崎和真（Revelten）
- メイク：YUKA（RIM）
- 現場制作：Ask
- 主催：荘園劇場 [ムービック／サンライズプロモーション東京／Planet Kids Entertainment]

### IdentityV STAGE Episode 4『Phantom of The Monochrome』
2024年5月30日 - 6月2日、IMM THEATER、2024年6月6日 - 9日、ヒューリックホール東京にて公演。他の公演でもおなじみの“サバイバー編”と“ハンター編”の2パターンの他に、6月6日13:30開演回ではサバイバー編の、6月7日13:30開演回ではハンター編の特別衣装の“コメディー特別回”が上演。

#### キャスト
サバイバー
- 囚人／ルカ・バルサ―（穴沢裕介）※当番キャスト
- 機械技師／トレイシー・レズニック（坪井未来）
- 占い師／イライ・クラーク（千葉瑞己）
- 探鉱者／ノートン・キャンベル（須賀京介）
- 傭兵／ナワーブ・サベダー（松藤拓也）
- 墓守／アンドルー・クレス（正木航平）
- ポストマン／ビクター・グランツ（鈴木遥太）
- 祭司／フィオナ・ジルマン（佐倉花怜）
- 画家／エドガー・ワルデン（宮城紘大）
- 庭師／エマ・ウッズ（内田彩澄）
- 納棺師／イソップ・カール（平井雄基）

ハンター
- 白無常／謝必安（國島直希）※当番キャスト
- 黒無常／范無咎（縣豪紀）※当番キャスト
- リッパ―／ジャック（成松慶彦）
- 写真家／ジョゼフ（五十嵐啓輔）
- 泣き虫／ロビー・ホワイト（渡部大稀）
- 芸者／美智子（中野あいみ）
- 彫刻師／ガラテア（八木ましろ）

アンサンブル
- 二平壮悟
- 立花涼

#### スタッフ
- 原作：NetEase Games
- 脚本：赤星ユウ（ゼロテラ）
- 演出：三貝豪（PLANET KIDS ENTERTAINMENT）
- 総合プロデューサー：伊藤秀隆（PLANET KIDS ENTERTAINMENT）
- 企画・制作：荘園劇場（ムービック／サンライズプロモーション東京／Planet Kids Entertainment／DeNA）

### Identity V STAGE Episode 5『Break the Golden Night』
2024年10月11日 - 20日、シアターHにて公演。side:Gold（探鉱者編）、side:Night（夜の番人編）の2パターンの他に、17日13：30開演回でside:Gold（探鉱者編）の特別公演版、18日の13：30開演回でside:Night（夜の番人編）の特別公演版が上演。

#### キャスト
サバイバー
- 探鉱者／ノートン・キャンベル（須賀京介（Am Amp））
- 庭師／エマ・ウッズ（内田彩澄）
- 弁護士／フレディ・ライリー（眞田祐眞）
- 医師／エミリー・ダイアー（鈴木まゆり）
- 泥棒／クリーチャー・ピアソン（山中博志）
- 幸運児／推理スタント（丸山和志）
- 祭司／フィオナ・ジルマン（佐倉花怜）
- 傭兵／ナワーブ・サベダー（松藤拓也）
- 占い師／イライ・クラーク（千葉瑞己）
- 墓守／アンドルー・クレス（正木航平）
- 昆虫学者／メリー・プリニウス（真辺彩加）
- 画家／エドガー・ワルデン（宮城紘大（Am Amp））

ハンター
- 夜の番人／イタカ（工藤大夢）
- 道化師／ジョーカー（鬼束道歩）
- リッパ―／ジャック（成松慶彦）
- 芸者／美智子（中野あいみ）
- 彫刻師／ガラテア（八木ましろ）
- 漁師／グレイス（橘里依）
- 隠者／アルヴァ・ロレンツ（菅野勇城）

オリジナルキャラクター
- イタカの双子の兄（湊竜也）
- アンサンブル
  - 今村心音
  - 澤田遊
  - 川代峻平
  - 立花涼
  - 西野純一郎

#### スタッフ
- 原作：NetEase Games
- 脚本：赤星ユウ（ゼロテラ）
- 演出：鄭光誠（VACAR ENTERTAINMENT）
- 総合プロデューサー：伊藤秀隆（PLANET KIDS ENTERTAINMENT）
- 企画・制作：荘園劇場（ムービック／サンライズプロモーション東京／Planet Kids Entertainment／DeNA）

### IdentityV STAGE 大感謝祭
演劇ではなく『Identity V STAGE』の感謝イベント。2020年11月19日・20日、舞浜アンフィシアターにて開催。「Identity V STAGE」の出演陣による、これまでのステージの振り返りトークや、主題歌を担当する馬渕由妃さんを交えたダンスショーが披露され、さらには出演陣が壇上でゲームをプレイして対決するコーナーが実施し、「Identity V」の実況動画などを投稿しているのぴさんや、腕利きのプレイヤーとして知られる鈴木遥太さんをゲストに迎えた対戦を行うなどした。11月19日はEpisode 1の振り返りで、昼公演がサバイバー編の通常衣装、夜公演がハンター編の通常衣装、11月20日はEpisode 3の振り返りで、昼公演がサバイバー編の真髄衣装及び通常衣装、夜公演がハンター編の真髄衣装及び通常衣装となっていた。

#### キャスト
サバイバー
- 幸運児（橘りょう）
- 医師／エミリー・ダイアー（鈴木麻祐理）
- 弁護士／フレディ・ライリー（田中稔彦）
- 泥棒／クリーチャー・ピアソン（石川竜太郎）
- 庭師／エマ・ウッズ（藤白レイミ）
- 空軍／マーサ・べハムフィール（山田美貴）
- 機械技師／トレイシー・レズニック（坪井未来）
- カウボーイ／カヴィン・アユソ（田中晃平）
- 占い師／イライ・クラーク（千葉瑞己）
- 納棺師／イソップ・カール（平井雄基）
- 探鉱者／ノートン・キャンベル（須賀京介）
- 祭司／フィオナ・ジルマン（中町桃子（Peach.））
- 呪術師／パトリシア・ドーヴァル（音羽美可子）
- 野人／モウロ（クラウス）
- 曲芸師／マイク・モートン（瀬戸啓太）

ハンター
- リッパー／ジャック（成松慶彦）
- 芸者／美智子（大滝樹）
- 黄衣の王／ハスター（ひのあらた）
- 写真家／ジョゼフ（五十嵐啓輔）
- 狂眼／バルク（山谷勝巳）
- 白無常／謝必安（國島直希）
- 黒無常／范無咎（縣豪紀）
- 泣き虫／ロビー・ホワイト（渡部大稀）
- 魔トカゲ／ルキノ（ケンジーコ）
- 復讐者／レオ・ベイカー（森一平）

スペシャルゲスト
- 馬渕由妃
- のぴ

### IdentityV STAGE 大感謝祭2025 ～サバイバー＆ハンター大集合!!～
演劇ではなく『Identity V STAGE』の感謝イベントの第2弾。2025年4月11日 - 13日、サンシャイン劇場にて開催。“祝”と“祭”の2バージョンが用意されており、バージョンによって一部の楽曲が異なる。

#### キャスト
サバイバー
- 庭師／エマ・ウッズ（内田彩澄）
- 弁護士／フレディ・ライリー（眞田祐眞）
- 泥棒／クリーチャー・ピアソン（山中博志）
- 機械技師／トレイシー・レズニック（坪井未来）
- 幸運児／推理スタント（丸山和志）
- 傭兵／ナワーブ・サベダー（松藤拓也）
- 占い師／イライ・クラーク（千葉瑞己）
- 納棺師／イソップ・カール（平井雄基）
- 探鉱者／ノートン・キャンベル（須賀京介）
- 昆虫学者／メリー・プリニウス（真辺彩加）
- 画家／エドガー・ワルデン（宮城紘大）

ハンター
- 道化師／ジョーカー（鬼束道歩）
- リッパー／ジャック（成松慶彦）
- 黄衣の王／ハスター（ひのあらた）※声の出演
- 芸者／美智子（中野あいみ）
- 写真家／ジョゼフ（五十嵐啓輔）
- 彫刻師／ガラテア（八木ましろ）
- 隠者／アルヴァ・ロレンツ（菅野勇城）

スーツアクター
- 復讐者／レオ（梶原槙人）
- 黄衣の王／ハスター（成瀬広都）
- パペット（秋山郁哉）
- 機械人形（神木彩良）

日替わりゲスト
- 4月11日出演
  - 心眼／ヘレナ・アダムス（河上英里子）
  - 野人／モウロ（クラウス）
  - 曲芸師／マイク・モートン（瀬戸啓太）
  - 墓守／アンドルー・クレス（正木航平）

- 4月12日出演
  - 空軍／マーサ・ベハムフィール（山田美貴）
  - 祭司／フィオナ・ジルマン（佐倉花怜）
  - 呪術師／パトリシア・ドーヴァル（音羽美可子）
  - 漁師／グレイス（橘里依）

- 4月13日出演
  - ポストマン／ビクター・グランツ（鈴木遥太）
  - 黒無常／范無咎（縣豪紀）
  - 泣き虫／ロビー（渡部大稀）

## アトラクション
2024年3月1日より刀の運営するイマーシブ・テーマパーク『イマーシブ・フォート東京』の常設アトラクションとして『Identity V 第五人格 イマーシブ・チェイス』が開催されている。参加者はサバイバーとしてミッションに挑み迫り来るハンターをかわしながらチーム全員の脱出を目指してメイズ内を駆け回るといった内容になっている。